# Minettia albibasis
Minettia albibasis är en tvåvingeart som beskrevs av Malloch 1933. Minettia albibasis ingår i släktet Minettia och familjen lövflugor.
Artens utbredningsområde är Paraguay. Inga underarter finns listade i Catalogue of Life.